# Farum Arena
Farum Arena er et Idræts- og Kulturcenter i Farum. Arenaen består af sammenbygning/tilbygning til en eksisterende hal, således at arenaen kan deles i to håndboldbaner eller benyttes som en med en tilskuerkapacitet på 3.000. Arenaen kan også benyttes til anden kulturel aktivitet, såsom teater, koncerter, konferencer eller andet. Farum Arena er ibrugtaget i november 2000 efter en om og tilbygning. 